# Száva
A Száva (latinul: Savus, németül: Save, szerbhorvátul és szlovénül: Sava, cirill betűkkel Сава) a Duna jobb oldali mellékfolyója. A Balkán-félsziget északi határa.
A Sava Dolinka és Sava Bohinjka összefolyásával keletkezik Szlovéniában a Júliai-Alpokban. Bosznia-Hercegovina északi határfolyója Horvátország és Szerbia felé.
Teljes hossza 940 km, ebből 583 km hajózható (Sziszekig). Vízgyűjtő területe 95 700 km², közepes vízhozama Zágrábnál 255 m³/s, míg a torkolatánál, Belgrádban 1780 m³ másodpercenként.
Nagyobb mellékfolyói: Ljubljanica, Krka, Kulpa, Una, Orbász, Boszna, Drina, Báza, Kolubara.
Jelentősebb városok a Száva mentén: Kranj, Zágráb, Sziszek, Bród, Zsupanya, Šamac, Brčko, Szávaszentdemeter, Szabács és Belgrád.

## Kulturális vonatkozások
Neve egyértelműen indo-európai, alapvetően proto-indoeurópai eredetű.
Mivel vidéke szorosan összefügg a Magyar Királyság történelmével, lásd például torkolatát Nándorfehérvárnál, ezért a magyar kultúrkörben sokáig a magyar revizionizmus egyik jelképe is volt ("Duna, Tisza, Dráva, Száva, Maros").